# Azem Galica
Azem Galica (1889-1924), de son vrai nom Azem Bejta, est une figure nationaliste et rebelle du Kosovo.
Entre 1912 et 1924, il fut, au Kosovo, un des chefs de la résistance armée au pouvoir serbe. Avec ses kaçak, il résista aux forces serbes qui envahirent le Kosovo durant les guerres balkaniques et la première guerre mondiale. De 1915 à 1918 il s'opposa également aux troupes austro-hongroises et bulgares qui occupèrent une partie du Kosovo. Avec son épouse, Shote Galica, il mena, en 1919, une révolte dans l'Ouest du Kosovo et aida, en 1921-23, à défendre la "Zone neutre de Junik". Il s'éteignit dans une grotte de la région de Drenica après avoir été gravement blessé au cours d'une bataille, le 25 juillet 1924.